# Апалачија
Апалачија  је друштвено-економски регион који се налази у централном и јужном делу Апалачких планина у источним Сједињеним Државама. Протеже се од западних планина Кетскил на источном крају јужног слоја државе Њујорк на западу и југу до Пенсилваније, настављајући даље кроз планине Блу Риџ у северну Џорџију, и кроз Грејт смоки планине од Северне Каролине до Тенесија и северне Алабаме. Процењује се да је 2020. у региону живело 26,1 милиона људи, од којих су око 80% белци.
Од признања као културног региона у касном 19. веку, Апалачија је била извор трајних митова и предрасуда вези са изолацијом, темпераментом и понашањем локалног становништва. Писци са почетка 20. века често су се бавили жутим новинарством фокусирали су се на сензационалистичке аспекте културе региона, као што су често илегална производња и дистрибуција алкохолних пића, клановске свађе, и често су приказивали становнике региона као необразоване и склоне импулсивним актима насиља. Социолошке студије 1960-их и 1970-их помогле су да се ови стереотипи преиспитају и разбију. Стереотипи о томе да су људи из Апалача неуки, против прогреса и расисти и даље се присутни у медијима и штампаним публикацијама.
Иако је обдарена богатим природним ресурсима, Апалачија се дуго економски борила и била је повезана са сиромаштвом. Почетком 20. века, велике компаније за сечу дрвећа и рударство угља донеле су Апалачији радна места, али до 1960-их регион није успео да искористи било какве дугорочне користи из ове две индустрије. Почевши од 1930-их, савезна влада је настојала да ублажи сиромаштво у региону Апалачија низом иницијатива Њу дила, посебно Управе долине Тенеси. Ово је било одговорно за изградњу хидроелектрана које обезбеђују огромну количину електричне енергије и које подржавају програме за боље пољопривредне праксе, регионално планирање и економски развој.
Дана 9. марта 1965. године, Апалачка регионална комисија је створена како би додатно ублажила сиромаштво у региону, углавном диверзификацијом економије региона и пружањем боље здравствене заштите и могућности образовања становницима региона. До 1990. године, Апалачија се у великој мери придружила економском мејнстриму, али је и даље заостајала за остатком нације у већини економских показатеља.

## Градови
Због топографских разлога, неколико великих градова се налази у близини, али нису укључени у Апалачију. То укључује Кливленд, Охајо, Нешвил, Тенеси и Атланту, Џорџија . Питсбург је највећи град по броју становника који се понекад сматра као припадајући региону.

## Култура

### Дијалект
Апалачки дијалекат је дијалект средњег америчког енглеског познатог као дијалект јужног средњег дела, а говори се првенствено у централној и јужној Апалачији. Дијалектом северног Мидленда говори се у северним деловима региона, док је питсбуршки енглески (познатији као „питсбуршки“) под јаким утицајем апалачког дијалекта. Дијалект јужних Апалача се сматра делом јужноамеричког дијалекта. Писци с почетка 20. века веровали су да је апалачки дијалект преживели реликт шкотских или елизабетанских дијалеката старог света. Међутим, недавна истраживања сугеришу да, иако дијалект има јачи шкотски утицај од других америчких дијалеката, већина његових карактеристика се развила у Сједињеним Државама.

### Образовање
Током већег дела историје региона, образовање у Апалачији је заостајало за остатком нације делимично због проблема са финансирањем од стране државних влада и аграрно оријентисаног становништва које често није видело практичну потребу за формалним образовањем. Рано образовање у региону је еволуирало од подучавања хришћанског морала и учења читања Библије у малим школама са једном просторијом које су се састајале у месецима када деца нису била потребна да помогну у пословима на фарми. После грађанског рата, закони о обавезном образовању и државна помоћ помогли су већим заједницама да почну да оснивају основне и средње школе. У истом периоду основане су или значајно проширене многе институције високог образовања у региону. Крајем 19. и почетком 20. века, услужне организацие и разне верске организације основале су школе за насеља и мисионарске школе у руралнијим областима у региону.
У 20. веку, национални трендови су почели више да утичу на образовање у Апалачији, понекад се сукобљавајући са традиционалним вредностима региона. Скоупсово суђење -у — најпознатија дебата у земљи о учењу теорије еволуције — одржана је у Дејтону, у држави Тенеси, у јужној Апалачији 1925. Упркос консолидацији и централизацији, школе у Апалачији су се бориле да одрже корак са савезним и државним захтевима у 21. веку. Од 2001. године, једном броју државних школа у региону претило је губитком финансирања због потешкоћа у испуњавању захтева No Child Left Behind.

### Музика
Апалачка музика је једна од најпознатијих манифестација апалачке културе. Традиционална апалачка музика потиче првенствено из енглеске и шкотске традиције балада и ирске и шкотске музике на гуслама. Афроамерички блуз музичари одиграли су значајну улогу у развоју инструменталних аспеката апалачке музике, посебно увођењем бенџа са пет жица — једног од иконичних симбола региона — крајем 18. века. Још један инструмент познат у апалачкој култури био је апалачки цимбал који је, на практичан начин, инструмент у облику гитаре положен на бок са равним дном и жицама које су чупане на начин да праве наизменичне ноте.
У годинама након Првог светског рата, британски фолклориста Сесил Шарп скренуо је пажњу на Јужну Апалачију када је приметио да њени становници још увек певају стотине енглеских и шкотских балада које су им пренете од њихових предака. Комерцијални снимци апалачких музичара 1920-их имали би значајан утицај на развој кантри музике, блугреса и старе музике. Апалачка музика је доживела оживљавање популарности током оживљавања америчке народне музике 1960-их, када су музиколози попут Мајка Сигера, Џона Коена и Ралфа Ринклера путовали у удаљене делове региона у потрази за музичарима на које модерна музика није утицала. Данас десетине годишњих музичких фестивала који се одржавају широм региона чувају музичку традицију Апалача.